# 作戦システム運用隊
作戦システム運用隊（さくせんしすてむうんようたい、英称：Operations Support Wing）とは、東京都福生市の横田基地に所在する航空総隊直轄の部隊。2014年3月26日、航空総隊隷下の防空指揮群とプログラム管理隊を統合、再編成した部隊である。
旧・防空指揮群の任務である航空情報の収集及び関係部隊等への提供並びに横田基地における隊員生活等に対する基地業務を担任する。初代隊司令に防空指揮群司令が就任しており、隊司令が横田基地司令を兼任する。

## 沿革
（母体となった防空指揮群史を含む）
- 1967年（昭和42年）10月25日：府中基地隊が防空指揮群（JASDF Air Defence Operations Group：ADOG）に改編。
- 2012年（平成24年）3月26日：府中基地から東京都福生市の在日米軍横田飛行場へ移転。移転に伴い、府中基地司令職を航空気象群に移管し、新たに横田基地司令を兼任する[2]。
- 2014年（平成26年）
  - 3月25日：防空指揮群、プログラム管理隊を廃止。
  - 3月26日：作戦システム運用隊として編成完結。

## 部隊編成
- 作戦システム管理群(作管群)
  - 群本部
  - 第1作戦システム隊
  - 第2作戦システム隊（入間基地）[3]
  - 第3作戦システム隊
  - ネットワーク運用支援隊
- 指揮所運用隊
- 通信電子隊 - 横田基地の基地通信業務を担当
- 基地業務隊 - 横田基地の管理業務を担当（陸自の駐屯地業務隊に相当する部署）

## 主要幹部
| 官職名                                 | 階級    | 氏名     | 補職発令日     | 前職                             |
| -------------------------------------- | ------- | -------- | -------------- | -------------------------------- |
| 作戦システム運用隊司令 兼 横田基地司令 | 1等空佐 | 細川裕一 | 2024年12月20日 | 西部航空方面隊司令部幕僚長       |
| 副司令                                 | 1等空佐 | 荒瀬英雄 | 2025年03月24日 | 西部航空警戒管制団整備補給群司令 |
| 作戦システム管理群司令                 | 1等空佐 | 髙橋邦英 | 2023年03月30日 | 情報本部勤務                     |

| 代 | 氏名                | 在職期間                                                   | 前職                                                   | 後職                                                   |
| -- | ------------------- | ---------------------------------------------------------- | ------------------------------------------------------ | ------------------------------------------------------ |
| 01 | 鬼塚俊光            | 1967年10月25日 - 1970年02月15日                            | 航空自衛隊第5術科学校第2教育部長                       | 中部航空警戒管制団副司令                               |
| 02 | 二川有誠            | 1970年02月16日 - 1972年05月14日                            | 中部防空管制群司令 →1969年7月16日 中部航空警戒管制団付 | 西部航空方面隊司令部幕僚長                             |
| 03 | 後藤八郎            | 1972年05月15日 - 1974年07月15日                            | 航空自衛隊幹部学校教官                                 | 航空自衛隊幹部学校付 →1974年11月2日 退職（空将補昇任） |
| 04 | 楳田良則            | 1974年07月16日 - 1977年05月01日 ※1977年04月01日 空将補昇任 | 西部航空方面隊司令部監理部長                           | 退職                                                   |
| 05 | 榎正夫              | 1977年05月01日 - 1978年03月15日 ※1977年10月20日 空将補昇任 | 航空総隊司令部勤務                                     | 航空幕僚監部監理部長                                   |
| 06 | 福岡宣雄            | 1978年03月16日 - 1979年03月15日 ※1978年07月01日 空将補昇任 | 航空幕僚監部防衛部勤務                                 | 中部航空方面隊司令部幕僚長                             |
| 07 | 田上秀作            | 1979年03月16日 - 1981年10月15日 ※1980年01月01日 空将補昇任 | 航空中央業務隊長 兼 檜町基地司令                       | 航空幕僚監部付 →1981年12月28日 退職                    |
| 08 | 西山幹男 （空将補） | 1981年10月16日 - 1983年02月27日                            | 航空幕僚監部監理部会計課長                             | 調達実施本部名古屋支部副支部長                         |
| 09 | 藤岡植興            | 1983年02月28日 - 1984年07月01日 ※1983年07月01日 空将補昇任 | 航空幕僚監部人事教育部厚生課長                         | 飛行教育集団司令部幕僚長                               |
| 10 | 佐川明彦 （空将補） | 1984年07月02日 - 1986年06月16日                            | 航空幕僚監部監理部会計課長                             | 航空幕僚監部監理部長                                   |
| 11 | 下村教久            | 1986年06月17日 - 1988年03月15日                            | 航空自衛隊幹部学校主任研究開発官                       | 第1高射群司令                                          |
| 12 | 青田央              | 1988年03月16日 - 1990年08月01日                            | 航空自衛隊幹部学校主任研究開発官                       | 退職（空将補昇任）                                     |
| 13 | 川喜田暉雄          | 1990年08月01日 - 1993年08月01日                            | 統合幕僚会議事務局第2幕僚室 情報調整官 兼 総括班長     | 退職（空将補昇任）                                     |
| 14 | 中村新三郎          | 1993年08月01日 - 1995年03月31日                            | 防衛研究所第1研究部第4研究室長                         | 南西航空警戒管制隊司令                                 |
| 15 | 長嶋浩              | 1995年04月01日 - 1996年12月15日                            | 第5高射群司令                                          | 南西航空警戒管制隊司令                                 |
| 16 | 橋本國一            | 1996年12月16日 - 1999年04月01日                            | 第3高射群司令                                          | 退職（空将補昇任）                                     |
| 17 | 双石芳則            | 1999年04月01日 - 2001年03月26日                            | 航空幕僚監部人事教育部 人事計画課長                    | 第83航空隊司令 兼 那覇基地司令 （空将補昇任）          |
| 18 | 横山恭三            | 2001年03月27日 - 2002年07月31日                            | 情報本部情報官                                         | 作戦情報隊司令                                         |
| 19 | 石川芳夫            | 2002年08月01日 - 2004年04月01日                            | 第3高射群司令                                          | 退職（空将補昇任）                                     |
| 20 | 加藤眞澄            | 2004年04月01日 - 2005年12月02日                            | 情報本部情報官                                         | 第3高射群司令                                          |
| 21 | 詫摩浩士            | 2005年12月03日 - 2007年07月02日                            | 第1高射群司令                                          | 航空自衛隊第3術科学校長 兼 芦屋基地司令 （空将補昇任） |
| 22 | 射場義彦            | 2007年07月03日 - 2008年12月01日                            | 南西航空警戒管制隊司令                                 | 退職（空将補昇任）                                     |
| 23 | 糸永正武            | 2008年12月01日 - 2011年08月01日                            | 自衛隊指揮通信システム隊司令                           | 退職（空将補昇任）                                     |
| 24 | 日吉章夫            | 2011年08月01日 - 2013年04月01日                            | 南西航空警戒管制隊司令                                 | 退職（空将補昇任）                                     |
| 末 | 柏瀬靜雄            | 2013年04月01日 - 2014年03月25日                            | 航空自衛隊幹部学校主任教官                             | 作戦システム運用隊司令 兼 横田基地司令                 |

| 代 | 氏名       | 在職期間                        | 前職                                  | 後職                                                  |
| -- | ---------- | ------------------------------- | ------------------------------------- | ----------------------------------------------------- |
| 01 | 柏瀬靜雄   | 2014年03月26日 - 2015年11月30日 | 防空指揮群司令 兼 横田基地司令        | 第7航空団司令 兼 百里基地司令 （空将補昇任）          |
| 02 | 鎌田修一   | 2015年12月01日 - 2017年08月18日 | 航空幕僚監部防衛部情報通信課長        | 第5高射群司令                                         |
| 03 | 齋藤拓也   | 2017年08月19日 - 2019年08月22日 | 南西航空警戒管制団 南西防空管制群司令 | 西部航空警戒管制団司令 兼 春日基地司令 （空将補昇任） |
| 04 | 荒木俊一   | 2019年08月23日 - 2021年04月15日 | 航空保安管制群司令                    | 西部航空方面隊司令部幕僚長                            |
| 05 | 伊豆原隆志 | 2021年04月16日 - 2023年02月18日 | 航空幕僚監部総務部総務課長            | 中部航空方面隊司令部幕僚長                            |
| 06 | 石井浩之   | 2023年02月19日 - 2024年12月19日 | 南西航空警戒管制団副司令              | 宇宙作戦群司令                                        |
| 07 | 細川裕一   | 2024年12月20日 -                | 西部航空方面隊司令部幕僚長            |                                                       |